# Beate Schrott
Beate Schrott (verheiratete Taylor; * 15. April 1988 in St. Pölten) ist eine ehemalige österreichische Hürdenläuferin, die sich auf die 100-Meter-Distanz spezialisiert hat. Sie trainiert bei der Sportunion St. Pölten und ist seit 2023 Vizepräsidentin der Sportunion Österreich.

## Werdegang

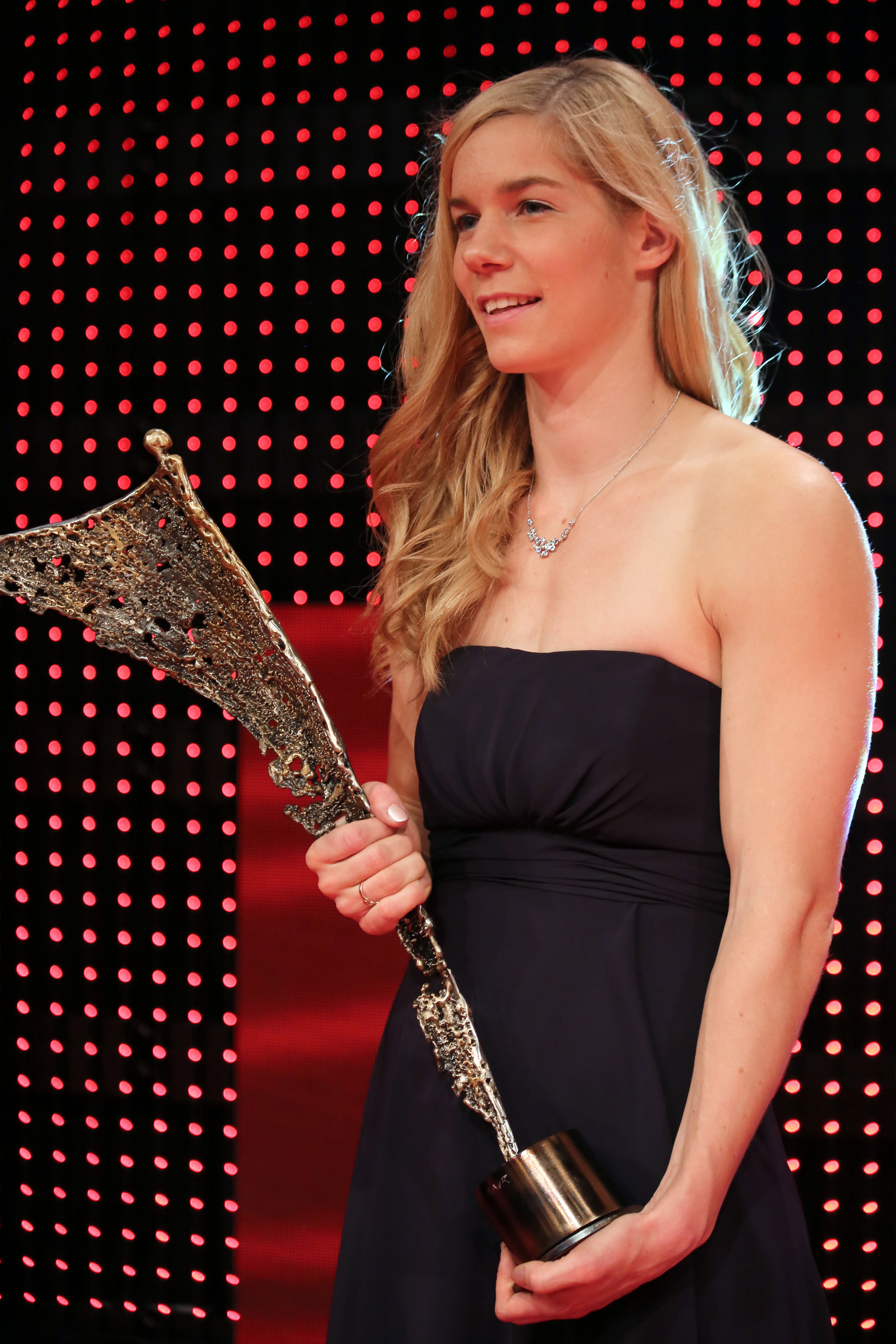
„Aufsteigerin des Jahres“ 2012

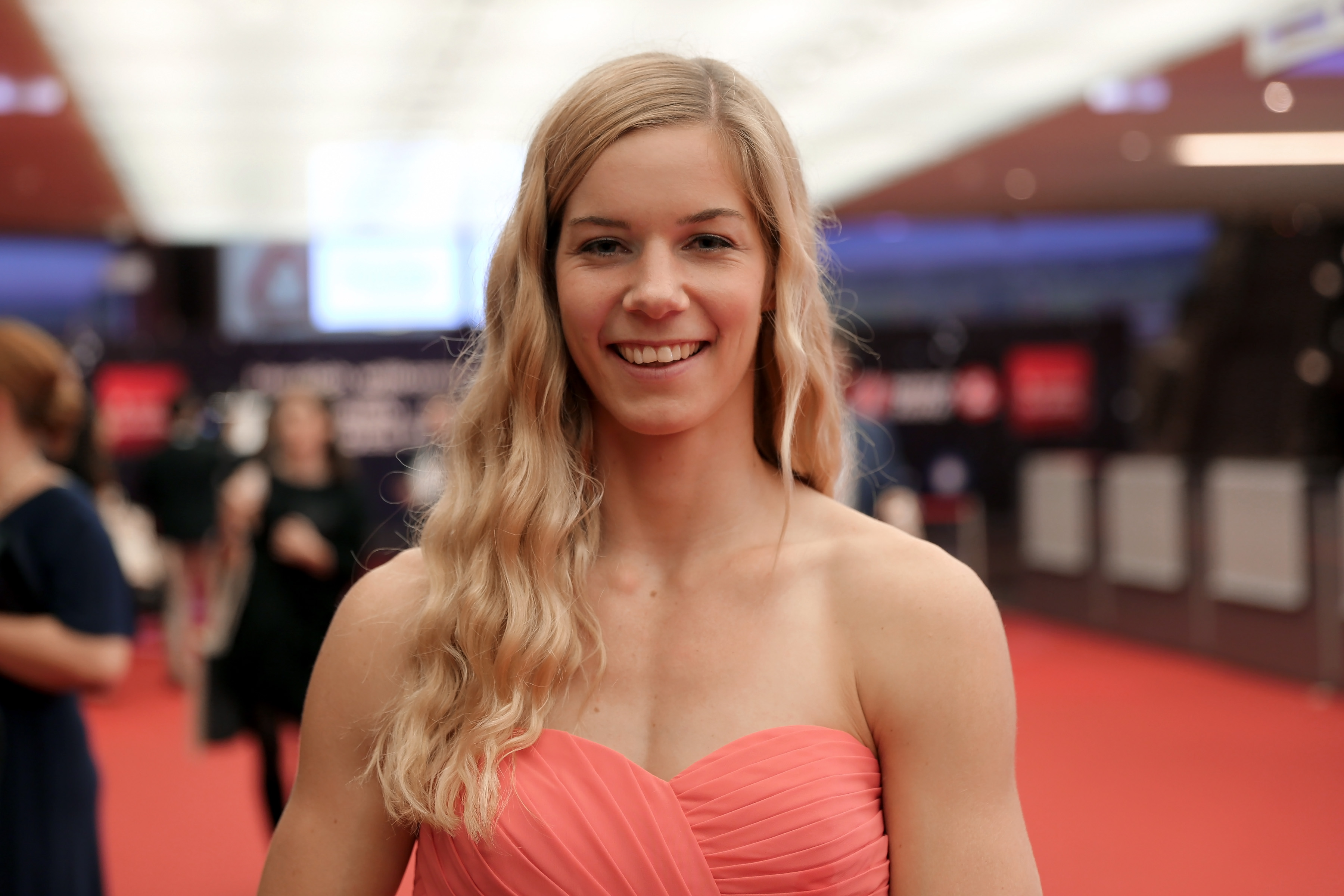
Beate Schrott (2014)

2009, 2010 und 2011 wurde Schrott österreichische Meisterin über 100 Meter Hürden und 2011 zudem im 100-Meter-Lauf. In der Halle holte sie 2011 und 2012 den nationalen Titel über 60 Meter Hürden.
Bei den Europameisterschaften 2010 in Barcelona wurde sie im Vorlauf nach einem Fehlstart disqualifiziert. Im Jahr darauf erreichte sie bei den Weltmeisterschaften 2011 in Daegu das Halbfinale. Anfang März 2012 wurde sie bei den Hallenweltmeisterschaften in Istanbul Siebte über 60 Meter Hürden. Unmittelbar danach nominierte das Österreichische Olympische Comité (ÖOC) sie für einen Startplatz bei den Olympischen Spielen 2012 in London.
Am 7. Juni 2012 lief sie beim Liese Prokop Memorial Meeting in St. Pölten mit 12,99 s über 100 Meter Hürden neuerlich eine Zeit unter 13 Sekunden. Der Österreichische Leichtathletik-Verband nominierte Schrott daraufhin für die Europameisterschaften 2012 in Helsinki, wo sie nach Platz eins im Vorlauf und Platz zwei Semifinallauf im Finalbewerb am 30. Juni eine Hundertstelsekunde hinter der Drittplatzierten den vierten Platz belegte.
Sowohl im Vorlauf als auch im Finale lief sie Saisonbestleistung von 12,98 s. Am 30. Juni 2015 wurde bekannt, dass sie nachträglich den dritten Platz belegte, da die Siegerin (Nevin Yanıt) wegen Dopings gesperrt worden ist.
Beim European Athletics Classic Meeting „Spitzenleichtathletik Luzern“ verbesserte sie ihre Bestmarke auf 12,82 s, womit sie im B-Finale den zweiten Platz belegte und die sechstbeste Zeit des gesamten Starterfeldes lief.
Als Teil des siebenköpfigen Leichtathletik-Teams der österreichischen Delegation bei den Olympischen Spielen in London hatte sie am 6. August ihren Qualifikationslauf für das Halbfinale, den sie mit 13,09 s gewann. Mit dieser Qualifikation hatte sie ihr selbst gestecktes Ziel bei den olympischen Leichtathletikbewerben erreicht.
Am folgenden Tag konnte sie sich als Zweitplatzierte ihres Halbfinallaufs mit 12,83 s überraschend für das Finale qualifizieren, in dem sie mit 13,07 s den achten Platz belegte. Im Oktober 2012 wurde sie bei der Gala „Nacht des Sports“ als Aufsteigerin des Jahres geehrt. In der Wertung Sportlerin des Jahres belegte sie den zweiten Platz hinter Marlies Schild.
Bei den Olympischen Spielen 2016 in Rio de Janeiro erreichte sie mit einer Zeit von 13,47 s nicht das Halbfinale.
Sie startete im März 2018 bei den Hallenweltmeisterschaften in Birmingham, wo sie den 27. Rang belegte.
In der Saison 2019 verpasste sie das Weltmeisterschaftslimit für Doha knapp.
Bei den Halleneuropameisterschaften 2021 in Torun belegte Schrott über die 60 Meter Hürden den 20. Rang.
Im August 2021 erklärte die 33-Jährige ihre aktive Zeit für beendet. Beate Taylor wurde 2023 zur Vizepräsidentin der Sportunion Österreich gewählt, sie folgte Yvonne Schuring nach.

### Privates
Neben ihrer sportlichen Laufbahn studierte sie Medizin an der Medizinischen Universität Wien und schloss dieses im November 2019 mit einem Doktorgrad ab.
Im Oktober 2021 heiratete sie auf Schloss Gurhof ihren langjährigen Partner, den US-Leichtathleten und zweifachen Olympiasieger im Dreisprung, Christian Taylor (* 1990).

## Persönliche Bestleistungen
- 60-Meter-Lauf – 7,61 s, 19. Februar 2011, Wien
- 60-Meter-Hürdenlauf (in der Halle) – 7,96 s, 23. Februar 2013, Wien
- 100-Meter-Lauf – 11,80 s,9. Juni 2012, St. Pölten
- 100-Meter-Hürdenlauf – 12,82 s, 17. Juli 2012, Luzern (österreichischer Rekord bis zum 19. Juni 2025 durch Karin Strametz)
- Weitsprung – 6,10 m, 14. Juli 2006, Villach

## Auszeichnungen
- 2012: „Aufsteigerin des Jahres“ bei der Wahl zu Österreichs Sportler des Jahres